# Erjavčeva cesta, Ljubljana
Erjavčeva cesta je ena izmed cest v Ljubljani.

## Zgodovina
Leta 1892 so cesto poimenovali po slovenskemu pisatelju in naravoslovcu Franu Erjavcu.

## Urbanizem
Cesta poteka od križišča z Igriško ulico do križišča s Cesto 27. aprila in Bleiweisovo cesto.
Na cesto se (od vzhoda proti zahodu) povezujejo: Josipine Turnograjske, Trg republike in Prešernova.
Ob cesti se nahajajo:
- SNG Drama Ljubljana,
- Cankarjev dom,
- Predsedniška palača,
- Akademija za likovno umetnost in oblikovanje v Ljubljani,
- Osnovna šola Majde Vrhovnik Ljubljana,
- Inštitut za narodnostna vprašanja,
- Hotel Cubo.

## Javni potniški promet
Po Erjavčevi cesti potekajo trase mestnih avtobusnih linij št. 14, 18 in 18L.  Na vsej cesti je eno enosmerno postajališče mestnega potniškega prometa.

### Postajališče MPP
| smer vzhod - zahod \| postajališče \| št. linije \| \| -------------------- \| ----------- \| \| 602012 Cankarjev dom \| 14, 18, 18L \| |             |
| postajališče | št. linije  |
| 602012 Cankarjev dom | 14, 18, 18L |